# Krokstrands kyrka
Krokstrands kyrka, även Krokstrands kapell, är en kyrkobyggnad sedan 2006 i Skee-Tjärnö församling (tidigare Skee församling) i Göteborgs stift. Den ligger vid Idefjorden i Strömstads kommun.

## Historia
Kyrkan är en träbyggnad som uppfördes 1930-1931 efter ritningar av Knut Nordenskjöld. Den ingår i en serie om fyra likartade kyrkobyggnader som uppfördes i Bohuslän efter dennes ritningar 1923-1939 och invigdes 1931 av biskop Edvard Herman Rodhe. Bygget möjliggjordes till dels genom donationer.  

## Kyrkobyggnaden
Träkyrka med släta, vitmålade väggar. Taket är täckt av svart skiffer, medan tornspiran är koppartäckt och krönt av ett kors med en tupp. Sakristian är utbyggd och koret avskilt.  
Interiören har dubbelkrökta träpanelytor i takets indragna, uppbyggda del. Vapenhuset i tornet är rymligt med trappor till läktaren. Inredning är i stort sett bevarad sedan byggnadstiden med måleri och färgsättning av Carl Oskar Svensson.  